# Jupiter Jones/Diskografie
Diese Diskografie ist eine Übersicht über die musikalischen Werke der deutschen Pop-Rock-Band Jupiter Jones. Den Schallplattenauszeichnungen zufolge hat sie bisher mehr als 580.000 Tonträger verkauft. Ihre erfolgreichste Veröffentlichung ist die Single Still mit über 480.000 verkauften Einheiten.

## Alben

### Studioalben
| Jahr | Titel Musiklabel                                                                       | Höchstplatzierung, Gesamtwochen, AuszeichnungChartplatzierungen (Jahr, Titel, Musiklabel, Platzierungen, Wochen, Auszeichnungen, Anmerkungen) | Höchstplatzierung, Gesamtwochen, AuszeichnungChartplatzierungen (Jahr, Titel, Musiklabel, Platzierungen, Wochen, Auszeichnungen, Anmerkungen) | Anmerkungen                                                |
| Jahr | Titel Musiklabel                                                                       | DE | AT | Anmerkungen                                                |
| ---- | -------------------------------------------------------------------------------------- | --- | --- | ---------------------------------------------------------- |
| 2004 | Raum um Raum Go-Kart Records (SMD)                                                     | — | — | Erstveröffentlichung: 14. Oktober 2004                     |
| 2007 | Entweder geht diese scheußliche Tapete – oder ich Mathildas und Titus Tonträger (BSID) | — | — | Erstveröffentlichung: 8. Juni 2007                         |
| 2009 | Holiday in Catatonia Mathildas und Titus Tonträger (BSID)                              | DE97 (1 Wo.)DE | — | Erstveröffentlichung: 22. Mai 2009                         |
| 2011 | Jupiter Jones Four Music (Sony)                                                        | DE14 Gold · (34 Wo.)DE | AT18 (16 Wo.)AT | Erstveröffentlichung: 25. Februar 2011 Verkäufe: + 100.000 |
| 2013 | Das Gegenteil von Allem Four Music (Sony)                                              | DE5 (5 Wo.)DE | AT65 (1 Wo.)AT | Erstveröffentlichung: 11. Oktober 2013                     |
| 2016 | Brüllende Fahnen Four Music (Sony)                                                     | DE84 (1 Wo.)DE | — | Erstveröffentlichung: 25. März 2016                        |
| 2022 | Die Sonne ist ein Zwergstern Mathildas und Titus Tonträger (RTR)                       | DE3 (2 Wo.)DE | — | Erstveröffentlichung: 30. Dezember 2022                    |

### Livealben
| Jahr | Titel Musiklabel                             | Höchstplatzierung, Gesamtwochen, AuszeichnungChartplatzierungen (Jahr, Titel, Musiklabel, Platzierungen, Wochen, Auszeichnungen, Anmerkungen) | Höchstplatzierung, Gesamtwochen, AuszeichnungChartplatzierungen (Jahr, Titel, Musiklabel, Platzierungen, Wochen, Auszeichnungen, Anmerkungen) | Anmerkungen                          |
| Jahr | Titel Musiklabel                             | DE | AT | Anmerkungen                          |
| ---- | -------------------------------------------- | --- | --- | ------------------------------------ |
| 2008 | … leise Mathildas und Titus Tonträger (BSID) | — | — | Erstveröffentlichung: 25. April 2008 |
| 2014 | Glory.Glory.Hallelujah Four Music (Sony)     | DE32 (1 Wo.)DE | — | Erstveröffentlichung: 22. Juli 2014  |

## Singles
| Jahr | Titel Album                                                                               | Höchstplatzierung, Gesamtwochen, AuszeichnungChartplatzierungen (Jahr, Titel, Album, Platzierungen, Wochen, Auszeichnungen, Anmerkungen) | Höchstplatzierung, Gesamtwochen, AuszeichnungChartplatzierungen (Jahr, Titel, Album, Platzierungen, Wochen, Auszeichnungen, Anmerkungen) | Anmerkungen                                                |
| Jahr | Titel Album                                                                               | DE | AT | Anmerkungen                                                |
| ---- | ----------------------------------------------------------------------------------------- | --- | --- | ---------------------------------------------------------- |
| 2007 | Wir sind ja schließlich nicht Metallica Entweder geht diese scheußliche Tapete – oder ich | — | — | Erstveröffentlichung: 2007                                 |
| 2009 | Das Jahr in dem ich schlief Holiday in Catatonia                                          | — | — | Erstveröffentlichung: 20. März 2009                        |
| 2011 | Still Jupiter Jones                                                                       | DE10 ×3Dreifachgold · (52 Wo.)DE | AT2 Platin · (29 Wo.)AT | Erstveröffentlichung: 11. Februar 2011 Verkäufe: + 480.000 |
| 2011 | ImmerFürImmer Jupiter Jones                                                               | DE59 (1 Wo.)DE | AT59 (1 Wo.)AT | Erstveröffentlichung: 30. September 2011                   |
| 2012 | Nordpol/Südpol –                                                                          | DE92 (1 Wo.)DE | — | Erstveröffentlichung: 23. März 2012 feat. Chapeau Claque   |
| 2013 | Rennen + Stolpern Das Gegenteil von Allem                                                 | DE23 (8 Wo.)DE | — | Erstveröffentlichung: 27. September 2013                   |
| 2014 | Zuckerwasser Das Gegenteil von Allem                                                      | — | — | Erstveröffentlichung: 28. Februar 2014                     |
| 2014 | Plötzlich hält die Welt an Bundesvision Song Contest 2014 (Sampler)                       | — | — | Erstveröffentlichung: 16. September 2014                   |
| 2016 | Brüllende Fahnen                                                                          | — | — | Erstveröffentlichung: 8. Januar 2016                       |
| 2016 | 70 Siegel Brüllende Fahnen                                                                | — | — | Erstveröffentlichung: 28. Januar 2016                      |
| 2016 | Faustschlag Brüllende Fahnen                                                              | — | — | Erstveröffentlichung: 18. Februar 2016                     |
| 2016 | Rückenwind/Gegenwind Brüllende Fahnen                                                     | — | — | Erstveröffentlichung: 24. Juni 2016                        |
| 2021 | Überall waren Schatten Die Sonne ist ein Zwergstern                                       | — | — | Erstveröffentlichung: 29. Januar 2021                      |
| 2021 | Atmen Die Sonne ist ein Zwergstern                                                        | — | — | Erstveröffentlichung: 5. März 2021                         |
| 2021 | Der wichtigste Finger einer Faust Die Sonne ist ein Zwergstern                            | — | — | Erstveröffentlichung: 20. August 2021                      |
| 2022 | Oh, Philia! Die Sonne ist ein Zwergstern                                                  | — | — | Erstveröffentlichung: 7. Januar 2022                       |
| 2022 | Melatonin Die Sonne ist ein Zwergstern                                                    | — | — | Erstveröffentlichung: 23. September 2022                   |
| 2022 | Ja, sicher Die Sonne ist ein Zwergstern                                                   | — | — | Erstveröffentlichung: 11. November 2022                    |
| 2022 | Bleibt zusammen Die Sonne ist ein Zwergstern                                              | — | — | Erstveröffentlichung: 9. Dezember 2022                     |

## Musikvideos
| Jahr | Titel                             | Regisseur(e)                 |
| ---- | --------------------------------- | ---------------------------- |
| 2009 | Das Jahr in dem ich schlief       |                              |
| 2010 | Still                             | Hinrich Pflug                |
| 2011 | ImmerFürImmer                     | Hinrich Pflug                |
| 2012 | Vielleicht verstehst du (ja)      | Andreas Z. Simon             |
| 2012 | Nordpol/Südpol                    | Sven Sindt                   |
| 2013 | Rennen + Stolpern                 | Hagen Decker                 |
| 2013 | Denn sie wissen was sie tun       | Sven Sindt                   |
| 2014 | Zuckerwasser                      | Mareikje Kersting            |
| 2014 | Sicher nicht                      | David Sorg                   |
| 2014 | Plötzlich hält die Welt an        | David Sorg                   |
| 2016 | Brüllende Fahnen                  |                              |
| 2016 | 70 Siegel                         | Kay Otto                     |
| 2016 | Faustschlag                       |                              |
| 2016 | Rückenwind/Gegenwind              |                              |
| 2021 | Atmen                             | Kay Otto                     |
| 2021 | Der wichtigste Finger einer Faust | Kay Otto                     |
| 2022 | Überall waren Schatten            | Kay Otto                     |
| 2022 | Oh, Philia!                       | Sebastian Baare, Thomas Lieb |
| 2022 | Bleibt zusammen                   | Gideon Rothmann              |

## Sonderveröffentlichungen

### Alben
| Jahr | Titel Musiklabel            | Anmerkungen                                                       |
| ---- | --------------------------- | ----------------------------------------------------------------- |
| 2002 | Auf das Leben! Selbstverlag | Erstveröffentlichung: 2002 kostenloser Download auf Band-Homepage |

### Lieder
| Jahr | Titel Album                           | Anmerkungen                                                                |
| ---- | ------------------------------------- | -------------------------------------------------------------------------- |
| 2012 | Insekten im Eis (Live) Live in Berlin | Erstveröffentlichung: 10. August 2012 Jennifer Rostock feat. Jupiter Jones |

| Jahr | Titel Album                                               | Anmerkungen                                                                                            |
| ---- | --------------------------------------------------------- | --- |
| 2012 | Vielleicht verstehst du (ja) Dein Song 2012               | Erstveröffentlichung: 30. März 2012 mit Pia Lautenbach & Sophia Kirchner                               |
| 2013 | Probier’s mal mit Gemütlichkeit Giraffenaffen 2           | Erstveröffentlichung: 18. Oktober 2013 Original: Phil Harris & Bruce Reitherman – The Bare Necessities |
| 2014 | Plötzlich hält die Welt an Bundesvision Song Contest 2014 | Erstveröffentlichung: 19. September 2014                                                               |
| 2015 | Intrigen, Intrigen Für Hilde                              | Erstveröffentlichung: 18. Dezember 2015 Original: Hildegard Knef                                       |

### Videoalben
| Jahr | Titel Musiklabel                                                      | Anmerkungen                                                                                   |
| ---- | --------------------------------------------------------------------- | --------------------------------------------------------------------------------------------- |
| 2008 | … leise Mathildas und Titus Tonträger (BSID)                          | Erstveröffentlichung: 25. April 2008 CD+DVD; Teil von … leise (Deluxe Edition)                |
| 2012 | Die Tour auf der ich schlief Four Music (Sony)                        | Erstveröffentlichung: 27. Januar 2012 Bonus-DVD; Teil von Jupiter Jones (Deluxe Edition)      |
| 2012 | Holiday in Catatonia – Making-of Mathildas und Titus Tonträger (BSID) | Erstveröffentlichung: 30. März 2012 Bonus-DVD; Teil von Holiday in Catatonia (Deluxe Edition) |
| 2014 | Glory.Glory.Hallelujah Four Music (Sony)                              | Erstveröffentlichung: 25. Juli 2014 CD+DVD; Teil von Glory.Glory.Hallelujah (Deluxe Edition)  |

## Promoveröffentlichungen
| Jahr | Titel Album                        | Anmerkungen                        |
| ---- | ---------------------------------- | ---------------------------------- |
| 2011 | Jupp (Mikroboy Remix) Raum um Raum | Erstveröffentlichung: Februar 2011 |

| Jahr | Titel Musiklabel                                                 | Anmerkungen                               |
| ---- | ---------------------------------------------------------------- | ----------------------------------------- |
| 2003 | Jupiter Jones vs. Springtime Mathildas und Titus Tonträger (MTT) | Erstveröffentlichung: 2003 mit Springtime |

## Statistik

### Chartauswertung
|                     | DE    | AT    |
| ------------------- | ----- | ----- |
| Nummer-eins-Alben   | DE—DE | AT—AT |
| Top-10-Alben        | DE2DE | AT—AT |
| Alben in den Charts | DE6DE | AT2AT |

|                       | DE    | AT    |
| --------------------- | ----- | ----- |
| Nummer-eins-Singles   | DE—DE | AT—AT |
| Top-10-Singles        | DE1DE | AT1AT |
| Singles in den Charts | DE4DE | AT2AT |

### Auszeichnungen für Musikverkäufe
Anmerkung: Auszeichnungen in Ländern aus den Charttabellen bzw. Chartboxen sind in ebendiesen zu finden.
| Land/RegionAuszeichnungen für Musikverkäufe (Land/Region, Auszeichnungen, Verkäufe, Quellen) | Gold     | Platin     | Verkäufe | Quellen           |
| -------------------------------------------------------------------------------------------- | -------- | ---------- | -------- | ----------------- |
| Deutschland (BVMI)                                                                           | 2× Gold2 | Platin1    | 550.000  | musikindustrie.de |
| Österreich (IFPI)                                                                            | —        | Platin1    | 30.000   | ifpi.at           |
| Insgesamt                                                                                    | 2× Gold2 | 2× Platin2 |          |                   |